# Bernuy-Zapardiel
Bernuy-Zapardiel – gmina w Hiszpanii, w prowincji Ávila, w Kastylii i León, o powierzchni 19,78 km². W 2011 roku gmina liczyła 138 mieszkańców.